# Городище (Кировский район)
Городи́ще — деревня в Назиевском городском поселении Кировского района Ленинградской области.

## История
Впервые упоминается в Писцовой книге Водской пятины 1500 года как деревня Городищо в Егорьевском Лопском погосте.
Деревня Городище упоминается на карте Санкт-Петербургской губернии 1792 года А. М. Вильбрехта.
На карте Санкт-Петербургской губернии Ф. Ф. Шуберта 1834 года она обозначена как деревня Городища.

ГОРОДИЩЕ — деревня принадлежит капитану Крутову и чиновнику 9 класса Сахарову, число жителей по ревизии: 48 м. п., 47 ж. п. (1838 год)

Согласно карте профессора С. С. Куторги 1852 года деревня называлась Городища.

ГОРОДИЩЕ — деревня разных владельцев, по просёлочной дороге, число дворов — 13, число душ — 46 м. п. (1856 год)

ГОРОДИЩЕ — деревня владельческая при реке Лаве, число дворов — 13, число жителей: 45 м. п., 45 ж. п. (1862 год)

В 1869—1870 годах временнообязанные крестьяне деревни выкупили свои земельные наделы у А. Ф. Зубарева и стали собственниками земли.
В 1871—1872 годах временнообязанные крестьяне выкупили свои земельные наделы у А. В. Вилламовой.
В конце XIX века деревня административно относилась к Шумской волости 1-го стана Новоладожского уезда Санкт-Петербургской губернии, в начале XX века — 4-го стана.
Согласно данным переписи населения СССР 1926 года в деревне Городище Васильковского сельсовета Шумской волости Волховского уезда проживал 41 человек — все русские.
В 1930 году в деревне был организован колхоз «Колосс». Хозяйство имело картофельно-овощое направление, выращивали помидоры.
По данным 1933 года деревня Городище входила в состав Васильковского сельсовета Мгинского района.

План деревни Городище. 1941 год

Согласно топографической карте РККА 1941 года деревня насчитывала 40 дворов.
По данным 1966 и 1973 годов деревня Городище находилась в подчинении Путиловского сельсовета Волховского района.
По данным 1990 года деревня деревня Городище входила в состав Назиевского поссовета Кировского района.
В 1997 году в деревне Городище Назиевского поссовета проживали 12 человек, в 2002 году — 27 человек (русские — 96 %).
В 2007 году в деревне Городище Назиевского ГП — 9.

## География
Деревня расположена в северо-восточной части района на автодороге 41К-120 (подъезд к станции Жихарево), к югу от федеральной автодороги Р21 (E 105) «Кола» (Санкт-Петербург — Петрозаводск — Мурманск).
Расстояние до административного центра поселения — 6 км.
Расстояние до ближайшей железнодорожной станции Жихарево — 6 км.
Деревня находится на правом берегу реки Лава.

## Демография
| 1862 | 2007 | 2010 | 2017 |
| ---- | ---- | ---- | ---- |
| 90   | ↘9   | ↗22  | ↘6   |